# Сейская волость (Россия)
Сейская волость — административная единица в Хакасии, существовавшая в 1915—1924 годах. В ходе административной реформы «Инородческие» управы с подразделением на административные роды упразднялись и заменялись территориальными волостями:
- Аскизской,
- Усть-Абаканской и
- Кызыльской.

В 1915 году было произведено разукрупнение волостей. Из Аскизской была выделена Сейская волость.
Население на момент её образования составляло 4386 человек. Число хозяйств 812.
Часть селений Сейской волости входила в Кузнецкий уезд Томской губернии. После Октябрьской революции 1917 года началась административно-территориальная реформа.
Волость образован после марта 1921 года.
Постановлением ВЦИК от 14 ноября 1923 года Сейская волость Кузнецкого уезда вошла в состав Хакасского уезда Енисейской губернии.
В 1924 году в Енисейской губернии введено районно-волостное деление, в результате чего Таштыпская и Сейская волости объединены в Таштыпский район Хакасии. Преобразование волостей в районы было первым этапом в истории районирования Сибири.